# Twin Towers (filme)
Twin Towers é um filme-documentário em curta-metragem estadunidense de 2002 dirigido e escrito por Bill Guttentag e Robert David Port. Venceu o Oscar de melhor documentário de curta-metragem na edição de 2003.

## Elenco
- Tommy Buda